# Anton Nyikolajevics Skaplerov
Anton Nyikolajevics Skaplerov (orosz: Анто́н Никола́евич Шка́плеров) (Szevasztopol, 1972. február 20.–) orosz pilóta, űrhajós, ezredes.

## Életpálya
1994-ben a Kacsai Katonai Repülő Iskolán (VVAUL) kitüntetéssel végezve mérnök-pilóta oklevelet szerzett. 1997-ben elvégezte a Zsukovszkij Repülő Akadémiát. Speciális jogtudományi ismereteket szerzett. Pilótaként 410 órát tartózkodott a levegőben. Szolgálati repülőgépei a Jak–52, L–39, MiG–29-es volt. Végrehajtott 300 ejtőernyős ugrást.
2003. május 29-től a Jurij Gagarin Űrhajós Kiképző Központban részesült űrhajóskiképzésben. Első űrszolgálata alatt összesen 165 napot, 7 órát, 31 percet és 20 másodpercet töltött a világűrben. Egy űrsétát (kutatás, szelés) végzett, összesen 6 órát és 15 percet volt az ISS fedélzetén kívül.

## Űrrepülések
Szojuz TMA–22 parancsnoka/ISS fedélzeti mérnöke. Összesen 165 napot, 7 órát, 31 percet és 20 másodpercet töltött a világűrben. Egy űrsétája (kutatás, szelés) során, összesen 6 órát és 15 percet töltött az ISS űrállomáson kívül.

### Tartalék személyzet
- Szojuz TMA–17 parancsnoka.
- Szojuz TMA–21 parancsnoka.